# Schwabmünchen
Schwabmünchen je město v německé spolkové zemi Bavorsko, v zemském okrese Augsburg ve vládním obvodu Švábsko.
V roce 2014 zde žilo 13 595 obyvatel.

## Poloha
Sousední obce jsou: Ettringen, Graben, Großaitingen, Hiltenfingen, Langerringen, Scherstetten a Untermeitingen.